# إلسا فاغنر
إلسا فاغنر (و. 1881 – 1975 م) هي ممثلة مسرحية، وممثلة أفلام من الإمبراطورية الألمانية، وجمهورية فايمار، وألمانيا الغربية، وألمانيا النازية، ولدت في تالين، بدأت مشوارها المهني سنة 1916، توفيت في برلين، عن عمر يناهز 94 عاماً.

## جوائز
حصلت على جوائز منها:
- ميدالية إرنست رويتر  [لغات أخرى]‏ (1971)
- الجائزة التشريفية للفيلم الألماني  [لغات أخرى]‏ (1966)
- جائزة برلين للفنون [الإنجليزية]‏ (1959)
- جائزة الفيلم الألماني  [لغات أخرى]‏

## وصلات خارجية
- إلسا فاغنر على موقع IMDb (الإنجليزية)
- إلسا فاغنر على موقع مونزينجر (الألمانية)
- إلسا فاغنر على موقع ألو سيني (الفرنسية)
- إلسا فاغنر على موقع أول موفي (الإنجليزية)
- إلسا فاغنر على موقع قاعدة بيانات الأفلام السويدية (السويدية)
- إلسا فاغنر على موقع قاعدة بيانات الفيلم (الإنجليزية)
- إلسا فاغنر على موقع كينوبويسك (الروسية)